# Grande Ruine
La Grande Ruine (3.765 m s.l.m.) è una montagna del Massiccio des Écrins nelle Alpi del Delfinato. Si trova nel dipartimento delle Alte Alpi.

## Caratteristiche

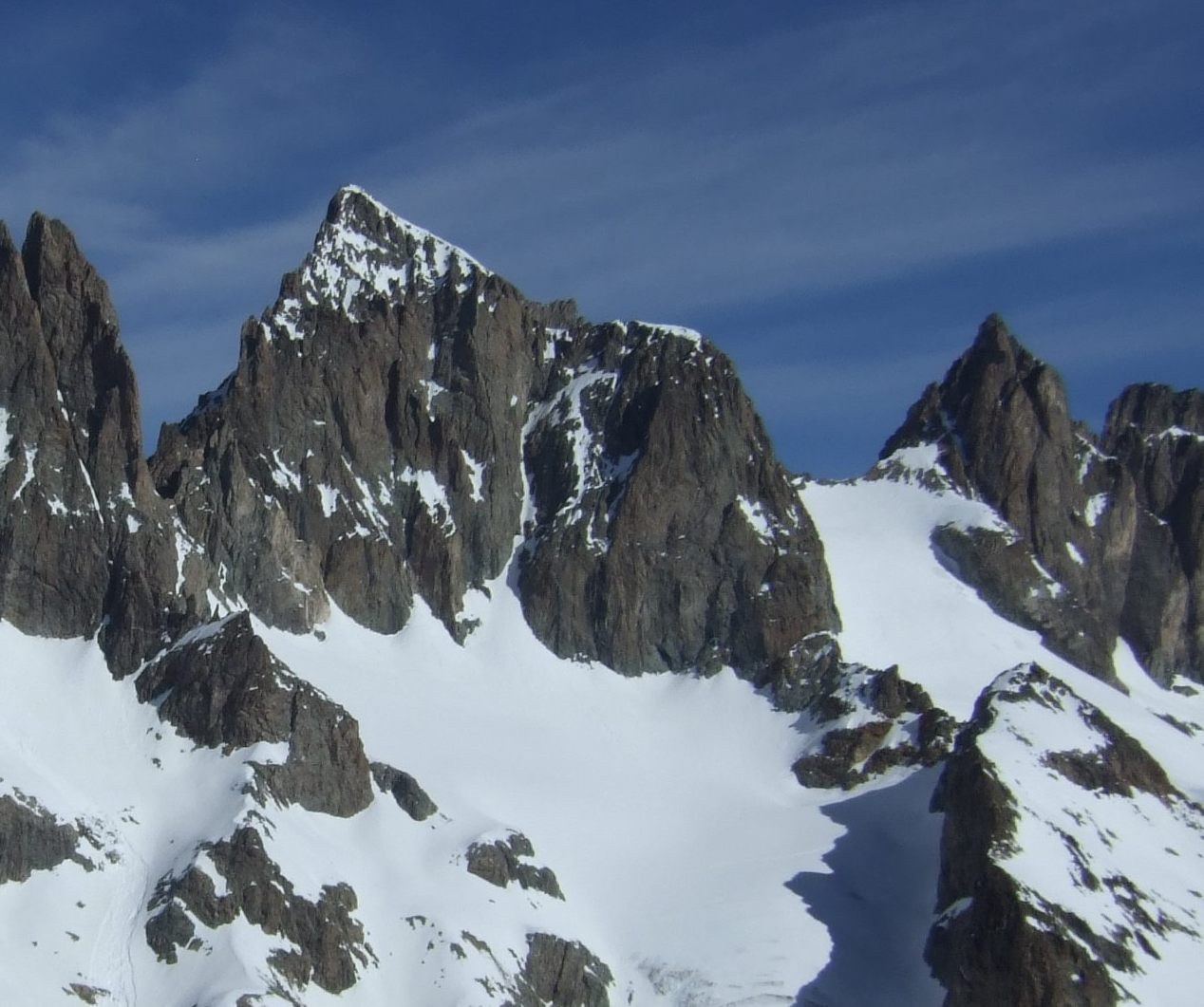
La Punta Brevoort.

La montagna è formata da due vette ben distinte, separate dalla Breccia Giraud-Lézin: la Punta Brevoort a sud (3.765 m) ed il Pic Maître a nord (3.726 m).

## Salita alla vetta
La Punta Brevoort è stata salita per la prima volta dalla Mademoiselle Brevoort e William Auguste Coolidge con le guide Christian Almer (padre), Peter Michel (figlio), Christian Roth et Peter Bluer il 19 luglio 1873 per quella che è ancora oggi la via normale.
Il Pic Maître è stato salito da J. Maître con Pierre Gaspard padre e figli e Maxime Bourbon il 29 luglio 1887.
L'ascensione classica alla Grande Ruine (Punta Brevoort) si compie a partire dal Rifugio Adèle Planchard. Questa ascensione, molto frequentata, è una grande classica del massiccio.
Partendo dal rifugio, l'ascensione è breve e facilmente individuabile. Dapprima su ghiacciaio, e poi un breve tratto su rocce ripide proprio sotto la cima. Necessario equipaggiamento alpinistico.
Il panorama dalla cima è considerato da alcuni il più bello del massiccio degli Ecrins.